# بنات مسعود (مسلسل)
بنات مسعود، مسلسل تلفزيوني إماراتي، أنتج وعرض في عام 2021. كتبه يوسف إبراهيم وأخرجه عمر إبراهيم. تدور أحداث المسسل في: في إطار الدراما الاجتماعية الممزوجة ببعض التشويق، تدور الأحداث حول مسعود وبناته، اللاتي تقع لهن العديد من العقبات في الحياة، وشقيقتهن الكبرى التي تحاول الحفاظ عليهن، ورعاية والدها.

## البطولة
- جمال الردهان بدور «مسعود»
- خالد المظفر بدور «مروان»
- خليل الرميثي بدور «سعيد مارادونا»
- شيماء سبت بدور «رفيعة»
- خالد العجيرب بدور «مطر»
- خديجة سليمان بدور «حياة»
- نورة الصايغ بدور «عفرا»
- هيفاء العلي بدور «الخطابة ام حسن»
- فاتن أحمد بدور «هند»
- سلوى بخيت بدور «ام مروان»
- منصور الفيلي بدور «أبو لطيفة»
- إبراهيم سالم بدور «جالبوت»
- علي القحطاني
- مواري عبد الله بدور «صالحة»
- ناجي جمعه
- عادل عبده حمراء
- سيف البلوشي
- محمد الكعبي
- علي الشحي
- عادل سبيت
- زينب المطروشي
- جواهر المطروشي
- سعيد الناعور
- شعبان مبارك
- راشد النقبي